# سیمون آرستی
سیمون آرستی (انگلیسی: Simone Aresti؛ زادهٔ ۱۵ مارس ۱۹۸۶) بازیکن فوتبال اهل ایتالیا است.
از باشگاه‌هایی که در آن بازی کرده‌است می‌توان به باشگاه فوتبال کالیاری، باشگاه فوتبال دلفینو پسکارا، و باشگاه فوتبال پیستویزه اشاره کرد.